# Coconut Creek
Coconut Creek is een plaats (city) in de Amerikaanse staat Florida, en valt bestuurlijk gezien onder Broward County. Een bekende bezienswaardigheid is Butterfly World, een dierentuin gespecialiseerd in vlinders.

## Demografie
Bij de volkstelling in 2000 werd het aantal inwoners vastgesteld op 43.566.
In 2006 is het aantal inwoners door het United States Census Bureau geschat op 50.120, een stijging van 6554 (15.0%).

## Geografie
Volgens het United States Census Bureau beslaat de plaats een oppervlakte van
30,5 km², waarvan 29,9 km² land en 0,6 km² water.

## Plaatsen in de nabije omgeving
De onderstaande figuur toont nabijgelegen plaatsen in een straal van 8 km rond Coconut Creek.